# Kaltern an der Weinstraße
Kaltern an der Weinstraße (tyskt uttal: [ˈkaltɐn an deːɐ̯ ˈvaɪnˌʃtraːsɛ], italienska: Caldaro sulla Strada del Vino [kalˈdaːro sulla ˈstraːda del ˈviːno], ofta förkortat: Kaltern respektive Caldaro) är en ort och kommun i provinsen Sydtyrolen i regionen Trentino-Sydtyrolen i norra Italien. Den är belägen cirka 12 kilometer sydväst om Bolzano. Kommunen har 8 181 invånare (2024), på en yta av 48,13 km². Enligt 2024 års folkräkning talar 91,55 % av befolkningen tyska, 7,93 % italienska och 0,51 % ladinska som modersmål.

## Orter
Orter (località) i kommunen Kaltern an der Weinstraße med fler än 20 invånare (inom parentes invånarantal 2021):

- Kaltern an der Weinstraße/Caldaro sulla Strada del Vino (6 632)
- Oberplanitzing/Pianizza di Sopra (513)
- St. Josef am See/San Giuseppe al Lago (139)
- Unterplanitzing/Pianizza di Sotto (132)